# Bulbine alooides
Bulbine alooides, és una espècie de planta herbàcia que pertany a la família de les asfodelàcies, subfamília de les asfodelòidies. És un endemisme de Sud-àfrica.

## Descripció
Bulbine alooides és una planta herbàcia perennifòlia amb les fulles en una roseta basal densa, són carnoses, lanceolades, de 6 cm de llargada. El peduncle és més llarg de que les fulles. La inflorescència és en forma de raïm simple, cilíndric, dens, excepte cap a la base; amb petites bràctees lanceolades. El periant és de color groc brillant.

## Distribució i hàbitat
Bulbine alooides és endèmica de les províncies sud-africanes del Cap Occidental, Cap Oriental, Gauteng, KwaZulu-Natal i Limpopo. La seva població està estable.

## Taxonomia
Bulbine alooides va ser descrita per (L.) Willd. i publicat a Enumeratio Plantarum Horti Regii Botanici Berolinensis: continens descriptiones omnium vegetabilium in horto dicto cultorum / D. Car. Lud. Willdenow. Berolini: 372, a l'any 1809.
Etimologia
Bulbine: que rep el nom del tubercle en forma de bulb de moltes espècies.
alooides: epítet llatí d'origen del grec antic que vol dir "com l'àloe" o "semblant a l'àloe".
Sinonímia
- Anthericum aloifolium Salisb.
- Anthericum alooides L. basiònim
- Bulbine acaulis L.
- Bulbine macrophylla Salm-Dyck
- Phalangium alooides (L.) Kuntze[6]